# Boreonykus
Boreonykus certekorum is een vleesetende theropode dinosauriër, behorend tot de Maniraptora, die tijdens het late Krijt leefde in het gebied van het huidige Canada.

## Vondst en naamgeving
Sinds de jaren tachtig worden bij opgravingen bij de Pipestone Creek in centraal Alberta in een beenderbed van de ceratopide Pachyrhinosaurus lakustai, dat minstens zevenentwintig individuen omvat, ook fragmentarische vondsten gedaan van Dromaeosauridae. In 1989 vond preparateur Darren H. Tanke een voorhoofdsbeen. Dit werd in 2001 toegewezen aan een Saurornitholestes sp.
In 2015 werd de typesoort Boreonykus certekorum benoemd en beschreven door Phil Bell en Philip John Currie. De geslachtsnaam is een variatie op "Boreonychus", "noordelijke klauw", welke naam al gebruikt was voor een imaginaire dinosauriër in een scenario van een alternatieve evolutie. De uitgang op ~nykus is wat verwarrend omdat hij ten onrechte suggereert dat de soort tot de Alvarezsauridae behoort in welke groep zulke namen gebruikelijk zijn. De soortaanduiding eert het bedrijf Certek Heating Solutions, werkzaam in de olieindustrie, dat de opgravingen heeft ondersteund.
Het holotype, TMP 1989.055.0047, van Boreonykus is gevonden in een laag van de Wapitiformatie van centraal Alberta, die dateert uit het late Campanien en 73,27 ± 0,25 miljoen jaar oud is. Het bestaat uit een rechtervoorhoofdsbeen. Daarnaast zijn in de nabijheid aangetroffen delen van de postcrania toegewezen waaronder de losse tanden TMP 1986.055.0007, TMP 1986.055.0009, TMP 1986.055.0027, TMP 1986.055.0038, TMP 1987.055.0148, TMP 1987.055.0149, TMP 1987.055.0329, TMP 1987.055.0333, TMP 1989.055.0707, TMP 1989.055.1005, TMP 1989.055.1141, TMP 1989.055.1162 en TMP 1987.055.1523; specimen TMP 1988.055.0129, een achterste staartwervel; UALVP 53597, een handklauw van de tweede vinger, en twee sikkelklauwen waaronder specimen TMP 1986.055.0184. Hoewel de postcrania gezien hun grootten en het ontbreken van overlappend materiaal tot hetzelfde individu als het voorhoofdsbeen zouden kunnen behoren, geldt dat niet voor de tanden die versleten over een zekere tijdspanne verloren moeten zijn.

## Beschrijving

### Grootte en onderscheidende kenmerken
Boreonykus heeft een lichaamslengte van ongeveer twee meter.
Van Boreonykus is één autapomorfie, unieke afgeleide eigenschap, vastgesteld: de richels op de voorhoofdsbeenderen aan de voorste begrenzing van de uithollingen voor de bovenste slaapvensters vormen een naar achteren gerichte scherpe hoek van 55° met elkaar.

### Skelet
Het voorhoofdsbeen is vrij langwerpig, 52,4 bij 20,7 millimeter, maar matig robuust. Het voorste twee derden deel vormt een rechthoekige smallere punt. De voorhoofdsbeenderen waren vermoedelijk V-vormig ingekeept door de neusbeenderen maar niet zeer sterk. Het voorhoofdsbeen heeft vooraan een rechte, dieper gelegen, beennaad met zijn tegenhanger. Dit is een typisch dromaeosauride kenmerk dat verschilt van de toestand bij de Troodontidae welke een vergroeiing hebben met een fijne zigzaglijn. Het voorste deel van het voorhoofdsbeen is plat, zonder trog; er was dus kennelijk geen lengtekam. Het raakvlak met het traanbeen is niet ingekeept maar tamelijk plat. De uitholling rond het bovenste slaapvenster heeft vooraan geen gegolfde rand en ook geen zijwaartse verdieping maar wel een omvattende richel met in bovenaanzicht een hol profiel. In plaats van de zijwaartse verdieping met putje glooit het bot geleidelijk naar beneden. Aan de uithollingen op de onderkant is te zien dat de reuklobben van de hersenen kort waren, opnieuw een dromaeosauride kenmerk.
Aan de slijtage van de tanden is te zien dat ze verticaal in de kaken stonden. Hun snijranden hebben zeven vertandingen per twee strekkende millimeter.
De sikkelklauw is overdwars afgeplat met een druppelvormige doorsnede. De kapselgroeven zijn asymmetrisch. Er bevindt zich een extra lengtegroeve aan de binnenkant.

## Fylogenie
Boreonykus is in de Dromaeosauridae geplaatst. Een kladistische analyse vond een afgeleide positie in de Eudromaeosauria, mogelijk in de Velociraptorinae. Boreonykus is dan een zeldzame Amerikaanse vertegenwoordiger van een groep die vooral uit Azië bekend is. Bij de analyse werden overigens alle gegevens, dus ook die van de toegewezen specimina, samengevoegd. De Italiaanse paleontoloog Andrea Cau heeft dit bekritiseerd. Er is geen bewijs dat het holotype en de overige botten tot een en dezelfde soort behoren. Toen hij de data van alleen het voorhoofdsbeen invoerde, viel dat niet in de Dromaeosauridae uit maar op andere posities in de Maniraptoriformes. De losse tanden zijn onmiskenbaar dromaeosauride. Michael Mortimer heeft gesuggereerd dat Boreonykus een jonger synoniem is van Paronychodon.
Volgens de beschrijvers wijst het voorkomen van Boreonykus op het bestaan van gescheiden faunae tussen het noorden en midden van Laramidia. De ouderdom van Boreonykus valt overigens samen met een tijdspanne waarin uit het midden weinig soorten bekend zijn wegens hoge zeespiegelniveaus. De soort zou dus volgens de beschrijvers ook een teken kunnen zijn van een snelle afwisseling van soorten waarbij een meer zuidelijk voorkomen van Boreonykus niet geregistreerd is.